# Counter-Strike Neo
Counter-Strike Neo là một tựa game arcade của Nhật Bản phỏng theo Counter-Strike, bản mod mục chơi mạng của Half-Life đầu tiên. Game được hãng Namco phát hành và chạy trên hệ điều hành Linux.
Theo một bài báo vào năm 2006, những thay đổi đáng kể trong phiên bản này bao gồm loại bỏ kịch bản đối đầu truyền thống giữa phe Khủng bố và chống Khủng bố và kết hợp một sự tổ chức các trận đấu và hệ thống đánh giá bắt nguồn từ Elo để giúp giữ giữ chân cho người chơi và đội nhóm.
Trang web chính thức còn làm sẵn cuốn tiểu thuyết bằng Flash là White Memories, một đoạn video Flash được thực hiện bởi nhà phát triển Romancework có một cốt truyện tiếp tục và thậm chí một số phần của lối chơi khá lỏng lẻo giống như chính Counter-Strike.